# Електронно-оптичний перетворювач
Електронно-оптичний перетворювач (ЕОП) — це вакуумний фотоелектронний прилад для перетворення невидимого для ока зображення (в ближньому інфрачервоному, ультрафіолетовому або рентгенівському спектрі) у видиме або для посилення яскравості видимого зображення.
Найпростіший ЕОП має вигляд короткого скляного циліндра. На одному його торці зсередини напилено фотокатод з речовини з малою роботою виходу, тобто такої, що легко іонізується під дією світла. На іншому торці напилено люмінофор, тобто речовина, що світиться під ударами електронів. Спеціальна система електродів забезпечує прискорення (тобто збільшення енергії) і розмноження електронів на шляху від фотокатода до люмінофора. Для нормальної роботи на ці електроди подаються певні напруги, що виробляються джерелом живлення ЕОП.
Крім того, терміном ЕОП часто називають пристрій, що містить:
- фотокатод, що перетворює слабкі світлові потоки в потоки електронів,
- підсилювач цих електронних потоків,
- бомбардований електронним потоком люмінесцентний екран, на якому відтворюється посилене зображення.

ЕОП широко використовується в сучасних приладах нічного бачення (ПНБ). Як підсилювачі електронних потоків у таких ЕОП використовується мікроканальна пластина (МКП). Найбільші виробники ЕОП — Hamamatsu, Проксівіжн, ITT Exelis, L3, Photonis, Катод, Екран-ФЕП, Екран-Оптичні системи, МЕЛЗ-ЕВП.
Першу конструкцію ЕОП запропонували в 1928 р. винахідники з компанії Philips.

## Історія ЕОП для приладів нічного бачення
Висока світлочутливість ЕОП дозволяє отримати помітне зображення навіть при дуже низьких рівнях освітленості (наприклад, зоряне небо). Чутливість ЕОП в ближньому інфрачервоному діапазоні дозволяє підсвічувати сцену інфрачервоними прожекторами, невидимими для неозброєного ока. Ці можливості визначили широке застосування ЕОП в приладах нічного бачення.

### Активні ПНБ нулевого покоління
Розроблені в Німеччині під час Другої світової війни. Застосування союзниками по антигітлерівській коаліції у всіх  дедалі більших обсягах авіації для боротьби з німецькими танками (особливо після відкриття другого фронту в Європі) звело можливість пересування танкових частин вдень практично до нуля. Гостро постало питання про оснащення танків приладами нічного бачення, робота над якими велася фірмою AEG з 1936 року. Такі пристрої вимагали активного підсвічування інфрачервоними прожекторами. Основний фотоелемент - електронно-оптичний перетворювач з фотокатодом, який дозволяв бачити обставу, що підсвічується ІЧ-світлом, в окулярі у видимому спектрі. Недоліком були відсутність захисту від яскравого світла (захист від спалаху) і демаскування ІЧ-прожекторами.
Підсумком цих розробок стали монтовані на командирській башточці «Пантери» інфрачервоні прожектори-освітлювачі потужністю 200 Вт плюс прилади спостереження які дозволяли оглядати при русі місцевість на дистанції 200 метрів. При цьому водій танка такого приладу не мав і керував машиною, керуючись вказівками командира. У листопаді 1944 року панцерваффе отримали 63 «Пантери», оснащені першими у світі серійними активними приладами нічного бачення Sperber FG 1250. Фірмою Zeiss-Jena  розроблявся ще більш потужний прилад, який дозволяв «бачити» на відстані 4 км, однак через великі розміри освітлювача - діаметр 600 мм - застосування на «Пантерах» він не знайшов..
Але щоб вести вночі і вогонь, був потрібний більш потужний освітлювач. Для цього на напівгусеничному бронетранспортері Sd Kfz 250/20 був встановлений інфрачервоний прожектор Uhu («Сова») потужністю 6 кВт, який забезпечував роботу приладу нічного бачення на дистанції 700 метрів. Випробування його пройшли вдало, і фірма Leitz-Wetzlar виготовила 800 комплектів оптики для нічних приладів. Дана техніка використовувалася для нічних атак на радянські позиції під час наступу на Балатоні (березень 1945).
У 1944 році була випущена дослідна партія з 300 інфрачервоних прицілів Zielgerät 1229 (ZG.1229) «Vampir»,  які встановлювалися на автомати МР-44/1. Комплект складався власне з прицілу вагою 2,25 кг, батареї в дерев'яному корпусі (13,5 кг), яка живить ІЧ-прожектор, і невеликої батареї живлення прицілу, вміщеній в протигазну сумку. Батареї підвішували за спиною солдата на розвантаження. Вага прицілу разом з акумуляторами досягала 35 кг, дальність не перевищувала ста метрів, час роботи - двадцять хвилин. Проте німці активно використовували ці прилади під час нічних боїв.

### Перше покоління
Основа технології — фотопомножувачі, поставлені між фотокатодом і окуляром, що дозволяло домогтися багаторазового посилення видимого ІЧ світла з перекладом останнього в видимий діапазон. ЕОП першого покоління застосовувалися під час війни у В'єтнамі американськими військовими.

### Друге покоління
Застосована мікроканальна технологія, що дозволило позбутися від паразитного засвічення. Яскрава точка на зображенні залишалася точкою і не засвічувала сусідні канали.

### Третє покоління
Застосовані фотокатоди на арсеніді галію, що дозволило ще більше збільшити коефіцієнт посилення світла і зменшити габарити приладів.